# Toui à front roux
Bolborhynchus ferrugineifrons
Espèce
Statut de conservation UICN

 VU B1ab(iii,v);C2a(i);D2 : Vulnérable
Statut CITES
Le Toui à front roux (Bolborhynchus ferrugineifrons) est une espèce d'oiseau placée dans la famille des psittacidae, connue seulement de trois zones des Andes colombiennes. Ses effectifs ont été estimés entre 2 000 et 4 000 individus.

## Note
1. ↑  cf. BirdLife International 2004. Bolborhynchus ferrugineifrons. In: IUCN 2006. 2006 IUCN Red List of Threatened Species. <www.iucnredlist.org>. Downloaded on 08 April 2007.